# 羅伊·貝斯特
羅伊·貝斯特（英語：Rory Best；1982年8月15日—）是一位愛爾蘭橄欖球運動員。他是愛爾蘭國家橄欖球隊的一員，代表愛爾蘭參加了2015年世界盃橄欖球賽。